# Tom et Nelly
Tom et Nelly ist eine zwischen 1955 und 1958 erschienene frankobelgische Comicserie.

## Handlung
Tom und Nelly reißen 1899 aus einem Londoner Waisenhaus aus und werden Zeugen historischer Ereignisse.

## Hintergrund
Octave Joly begann die Serie im Auftrag der World Press von Georges Troisfontaines. Die ersten 23 Seiten enthielten jeweils drei Bildstreifen. Die Seitenaufteilung wurde dann auf vier Bildstreifen geändert. Der Zeichner dieser Geschichte war Albert Uderzo, der die Zusammenarbeit auf Seite 38 beendete. Für die restlichen Seiten war José Bielsa zuständig, der auch die nächsten zwei Abenteuer nach den Vorgaben von Joly ausführte.

## Veröffentlichungen
Die erste Geschichte erschien in Risque-Tout, die beiden nächsten Episoden in Spirou.

## Geschichten
- 1955–1956: Enfants du siècle (Risque-Tout, 43 Seiten)
- 1957: Soleil levant contre aigle noir (Spirou, 43 Seiten)
- 1957–1958: Terreur à San Francisco (Spirou, 46 pages)